# Тельчак-Пуэбло
Тельчак-Пуэбло (исп. Telchac Pueblo) — посёлок в Мексике, штат Юкатан, административный центр одноимённого муниципалитета. Численность населения, по данным переписи 2010 года, составила 3 517 человек.

## Название
Название посёлка произошло от майяйского Telchac, что можно перевести как: необходимый дождь. Приставка Pueblo — с исп. — «поселение», появилась позже, чтобы внести различие с поселением Тельчак-Пуэрто

## Галерея

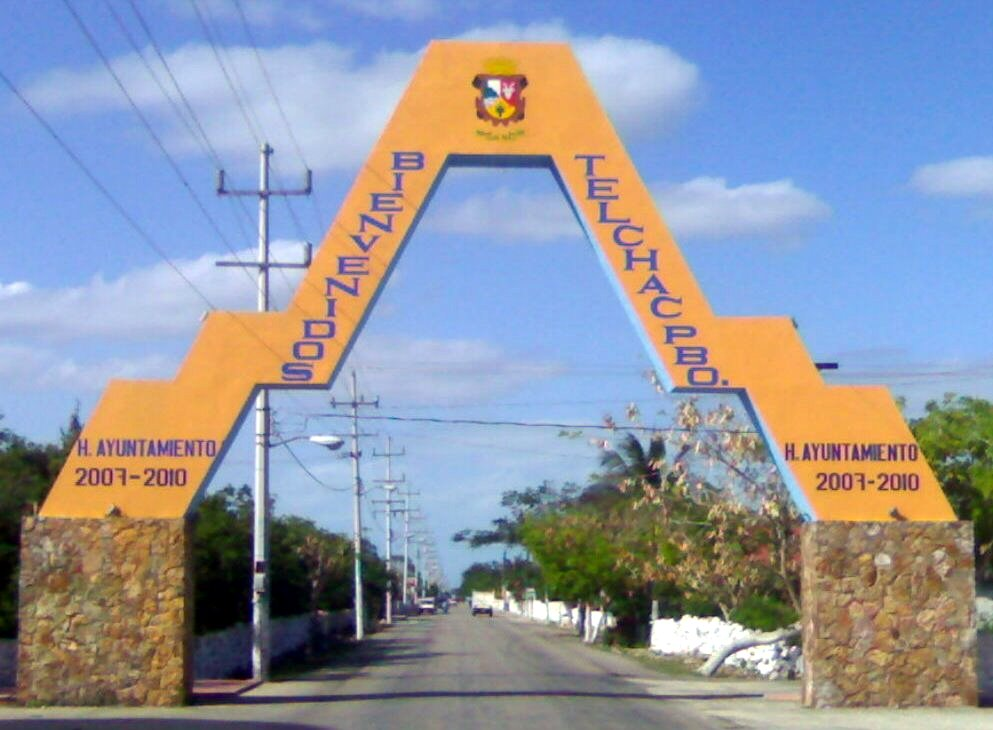
Арка, на въезде в посёлок
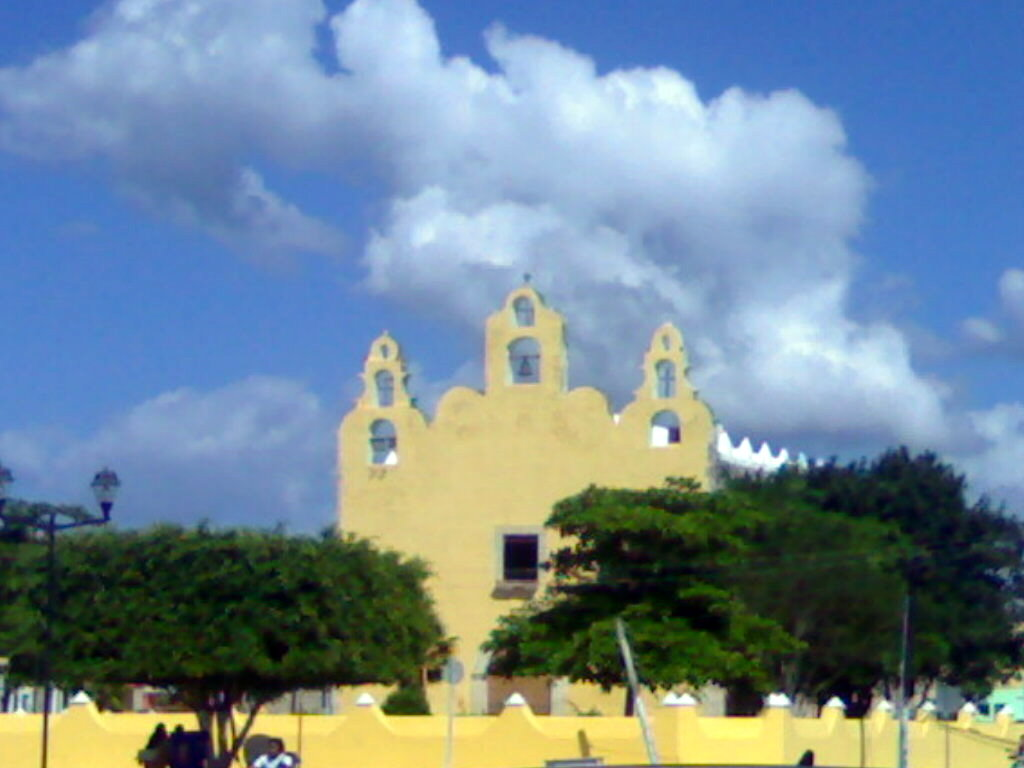
Церковь Святого Франсиска Ассизского, покровителя Тельчак-Пуэбло
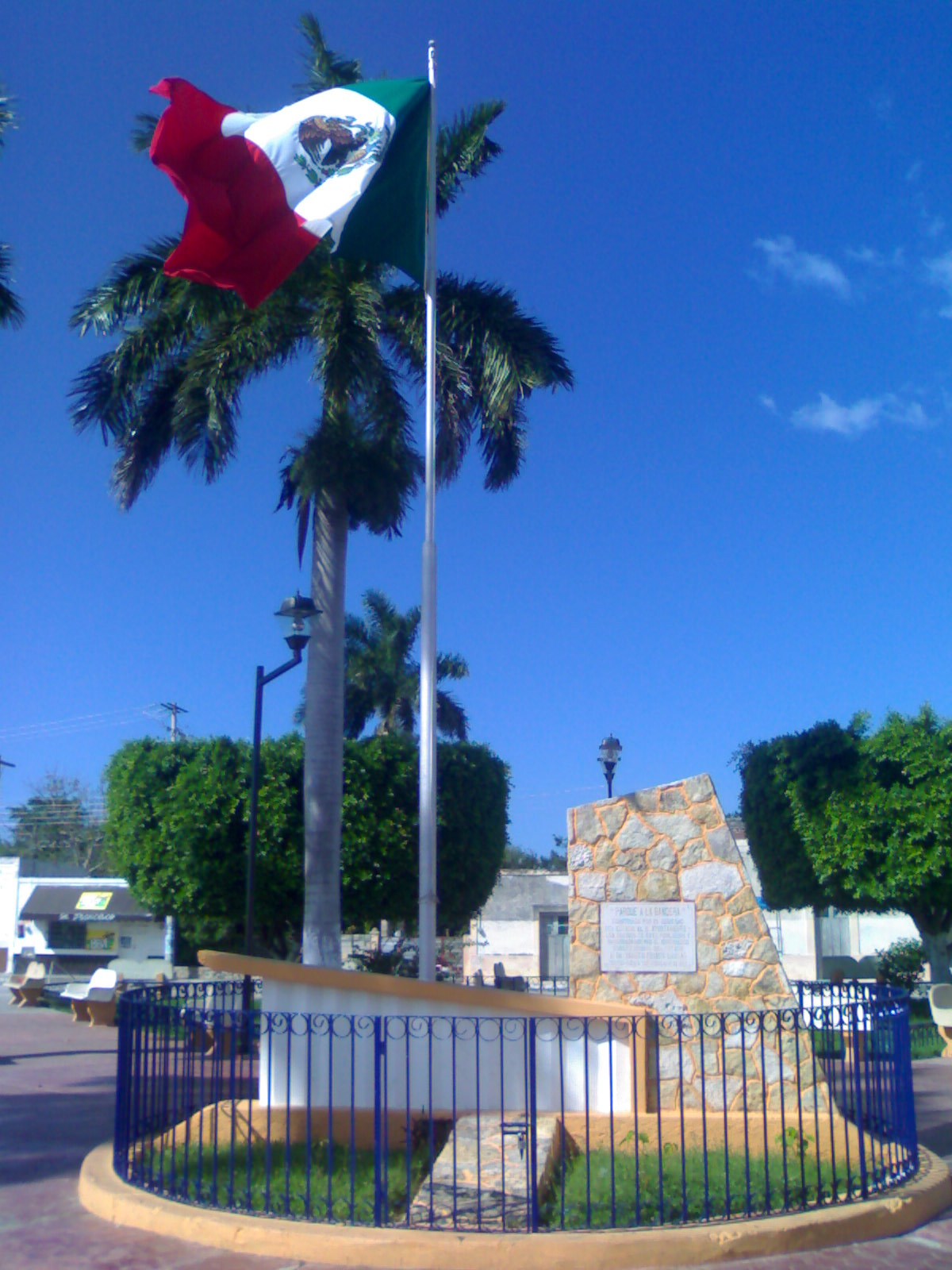
Парк Национального Флага
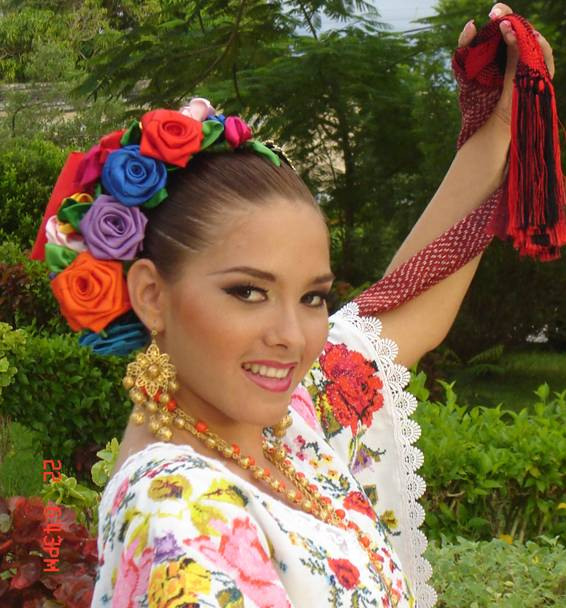
Лиссье Хименес Кастильо, победительница конкурса «Цветок Юкатана — 2006»